# Karel Handzel
Karel Handzel, též Karel Rafael Handzel (24. října 1885 Moravská Ostrava – 11. dubna 1948 Praha) byl moravský novinář, spisovatel a překladatel, píšící i ostravským nářečím.

## Život
Narodil se v rodině horníka Adalberta/Vojtěcha Handzela (1858) a jeho manželky Karoliny, rozené Mokrošové (1863). Z jedenácti mladších sourozenců se dospělého věku dožilo sedm: Johanna (1887), Maria (1889), Viktoria (1891), František (1895), Alfons Petr (1898), Rosa (1900) a novinář Jan (1903–1988). 
Vystudoval gymnázium v Moravské Ostravě, poté češtinu a němčinu na Filozofické fakultě Univerzity Karlovy v Praze; studia nedokončil a začal pracovat jako novinář a překladatel.
V době 1. světové války bojoval v Haliči, kde byl raněn. Byl zatčen jako politicky podezřelý, roku 1916 odsouzen a degradován. Poté byl znovu poslán na frontu, nejprve na haličskou pak na italskou.
Po vzniku samostatného Československa začal spolupracovat s týdeníkem Velká Ostrava a sociálně demokratickým listem Duch času.
Dne 4. prosince 1921 se v Brně oženil s Eliškou Stoklasovou. Manželství bylo v červnu 1922 rozvedeno od stolu a lože a po necelém roce trvání rozloučeno v září 1922.
Od roku 1923 působil jako redaktor vládního listu Československá republika, kam psal soudničky, fejetony a sloupky. V letech 1927–1948 byl členem Moravského kola spisovatelů. Od roku 1938 pracoval v ČTK, po 2. světové válce v tiskovém oddělení Ministerstva informací.

## Dílo
Těžiště Handzelovy beletristické tvorby leží v povídkách z ostravského a hornického prostředí (Světélka v přítmí, Klimek). Do jeho tvorby se promítla především skutečnost, že byl členem umělecké obce Koliba, která hlásala příklon ke slovanskému Východu, k tradici Velké Moravy, k lidovému umění a filozofii. Handzel sbíral, literárně stylizoval a posléze vydával pohádky, pověsti, pořekadla, přísloví; stal se také jedním z prvních sběratelů hornického folklóru. Působil také jako překladatel – překládal z bulharštiny, litevštiny, polštiny a ukrajinštiny.

### Příspěvky do periodik
Své příspěvky uveřejňoval v časopisech Světozor, Zlatá Praha a dalších.
Na pokračování vydal roce 1922 v ostravském deníku Duch času „filmový románek“ Ondruš a Heda, inspirovaný příběhy zbojníka Ondráše.

### Próza
- Z duševního ruchu polských žen – in: Ženský svět 5. 7. 1910
- U Lachů – Praha: Český lid, 1912
- Světélka v přítmí: deset povídek z krásné země. Praha: Emil Šolc, 1913
- Halabačky pro smíšky – ostravským nářečím.[6] Moravská Ostrava: vlastním nákladem, 1920
- Havierské bojky – ostravským nářečím. Moravská Ostrava: v. n., 1920
- Ovara z vojny – ostravským nářečím. Moravská Ostrava: v. n., 1920
- Klimek: Pohádka uhelné země – s původními dřevoryty Břetislava Bartoše. Praha-Karlín: Veraikon, 1920
- Zvěsti z Moravy, Slezska a Slovenska – In: Kněhyně: umělecká revue. Přerov: 1921
- Chachaři: pět povídek – s původními dřevoryty B. Bartoše. Praha-Karlín: Veraikon, 1922

### Překlady
1. Divadlo a jeho oběti: črty – Adolf Walewski: Praha: Jan Otto, 1910.
2. Vlk, psi a lidé – Adolf Dygasiński. Praha: Jan Laichter, 1911
3. Šikmá věž – Mychajlo Jackiv; in: 1000 nejkrásnějších novel č. 14; napsal i úvod. Praha: Josef Richard Vilímek, 1911
4. Legenda z dávného Egypta – Bolesław Prus. in: 1000 nejkrásnějších novel č. 29. Praha: J. R. Vilímek, 1912
5. Ona a oni – Aniela Kallas. Praha: J. Otto, 1912
6. Kolovrátek – Bolesław Prus. Praha: Alois Hynek, 1912
7. Soud – Wladyslaw Reymont. in: 1000 nejkrásnějších novel č. 35. Praha: J. R. Vilímek, 1912
8. Toník – Ragana Šatrias. in: 1000 nejkrásnějších novel č. 41. Praha: J. R. Vilímek, 1913
9. Psovod – Józef Kraszewski. in: 1000 nejkrásnějších novel č. 45. Praha: J. R. Vilímek, 1913
10. Moře rozdělilo – Ivan Lypa. in: 1000 nejkrásnějších novel č. 52. Praha: J. R. Vilímek, 1913
11. Tulák – Petko Todorov. in: 1000 nejkrásnějších novel č. 55. Praha: J. R. Vilímek, 1913
12. Ukrajinské klasy – [Samaritánka – Volodymyr Jaroš; Jeřábi – Mychajlo Jackiv; Tož darujme vodu – Marko Čeremšyna; Šťastná chvíle – Bohdan Lepkyj; Matčin Dopis – Andrij Verchovinec]; Oslí stín – Robert Reinick; přeložil Antonín Macek. Praha: Antonín Svěcený, 1913
13. Srna – Wincenty Kosiakiewicz. in: 1000 nejkrásnějších novel č. 59. Praha: J. R. Vilímek, 1914
14. Kdo nepřítelem? – Lazdynų Pelėda. in: 1000 nejkrásnějších novel č. 61. Praha: J. R. Vilímek, 1914
15. Na vánoce – Wiktor Gomulicki. in: 1000 nejkrásnějších novel č. 63. Praha: J. R. Vilímek, 1914
16. Polujka – Ivan Franko. in: 1000 nejkrásnějších novel č. 69. Praha: J. R. Vilímek, 1914
17. Staška – Gabryela Zapolska. in: 1000 nejkrásnějších novel č. 71. Praha: J. R. Vilímek, 1914
18. Odkaz srdce – Bolesław Prus. Praha: J. Otto, 1914
19. Otcové a děti – Jonas Basanovič. in: 1000 nejkrásnějších novel č. 93. Praha: J. R. Vilímek, 1916
20. Duch času – Natalija Kobryńska. in: 1000 nejkrásnějších novel č. 101. Praha: J. R. Vilímek, 1916
21. Živý telegraf – Bolesław Prus. In: Lípa: Všeslovanská čítanka 1920 s. 185–186
22. Z velkého domu – Kazimierz Tetmajer[6]
23. Nevolnice – Stanisław Rossowski. In: Ženský svět 1910, s. 250

Překlad 11 je z bulharštiny; 8, 14, 19 z litevštiny; 3, 10, 12, 16, 20 z ukrajinštiny, ostatní z polštiny. 